# Campionati europei di slittino 1914
I Campionati europei di slittino 1914 sono stati la 1ª edizione della competizione.
Si sono svolti a Reichenberg, in Austria, il 1 febbraio 1914.

## Medagliere
| Pos.   | Nazione  | Oro | Argento | Bronzo | Totale |
| ------ | -------- | --- | ------- | ------ | ------ |
| 1      | Austria  | 2   | 1.5     | 2      | 5.5    |
| 2      | Germania | 0   | 0.5     | 0      | 0.5    |
| Totale | Totale   | 2   | 2       | 2      | 6      |

## Podi
| Evento           | Oro                      | Argento                      | Bronzo                       |
| Singolo Maschile | Rudolf Kauschka          | Jakob Platzer                | Richard Simm                 |
| Doppio Maschile  | Karl Löbel Erwin Posselt | Hans Gfäller Rudolf Kauschka | Arthur Klamt Berthold Osselt |